# Elektrosztatikus motor
Az elektrosztatikus motor vagy kondenzátor motor egy olyan típusú villanymotor, amely  az elektromos töltés-ek vonzása és taszítása alapján működik. Általában, az elektrosztatikus motorok a hagyományos tekercs-alapú motorok duális párjai. Tipikusan  nagyfeszültségű tápegységgel működnek, azonban a kicsi motorok  alacsonyabb feszültséggel  működnek.
A hagyományos elektromos motorok a mágneses vonzás és taszítás alapján működnek és nagy áram és kis feszültség jellemző rájuk.
Az első elektrosztatikus motort Benjamin Franklin és Andrew Gordon fejlesztette ki az 1750-es években. 
Manapság az elektrosztatikus motort  leggyakrabban a MEMS ( mikro-elektromechanikai rendszer)  rendszerekben alkalmazzák, ahol az alkalmazott feszültség 100 V alatt van és a mozgó alkatrészek jóval könnyebbek, mint egy konvencionális villanymotor vasmagja és tekercsei.[forrás?]

## Fordítás
Ez a szócikk részben vagy egészben  az   electrostatic motor című angol Wikipédia-szócikk fordításán alapul.  Az eredeti cikk szerkesztőit annak laptörténete sorolja fel. Ez a jelzés csupán a megfogalmazás eredetét és a szerzői jogokat jelzi, nem szolgál a cikkben szereplő információk forrásmegjelöléseként.